# Francisco Eduardo Venegas
Francisco Eduardo Venegas Moreno (Acámbaro, 16 luglio 1998) è un calciatore messicano, difensore del Querétaro.

## Caratteristiche tecniche
È un difensore centrale.

## Carriera

### Club
Ha giocato nella prima divisione messicana ed in quella cilena.

### Nazionale
Nel 2017 con la nazionale Under-20 messicana ha preso parte al Mondiale Under-20.

## Palmarès

### Club

#### Competizioni internazionali
- CONCACAF Champions League: 1

Tigres UANL: 2020